# Litar Gotra
Litar Gotra (Litter Gothda) fou un estat tributari protegit de l'agència de Rewa Kantha a lapresidència de Bombai a la riba del riu Mahi, al grup d'estats kolis dels Pandu Mehwas. La superfície era de 5 km² i els ingressos estimats de 63 lliures pagant un tribut de 20 lliures al Gaikwar de Baroda. L'estat era governat per tres kotwals. La major part de l'estat estava cobert de jungla però la vila de Gotra tenia certa importància com a punt entre Gujarat i Malwa amb un dels millors passos pels riu Mahi.